# Schloss Chanteloup

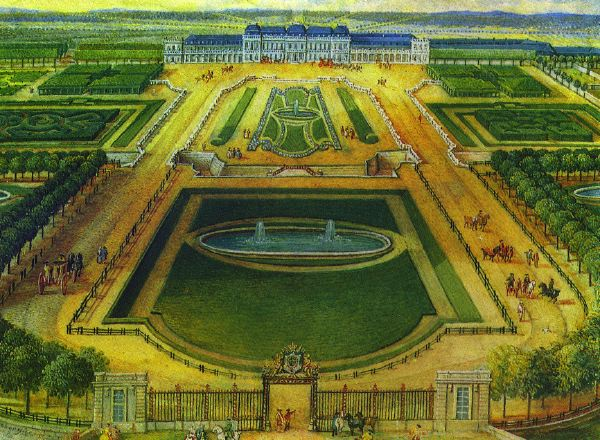
Schloss und Park Chanteloup auf einem Gemälde des 18. Jh.

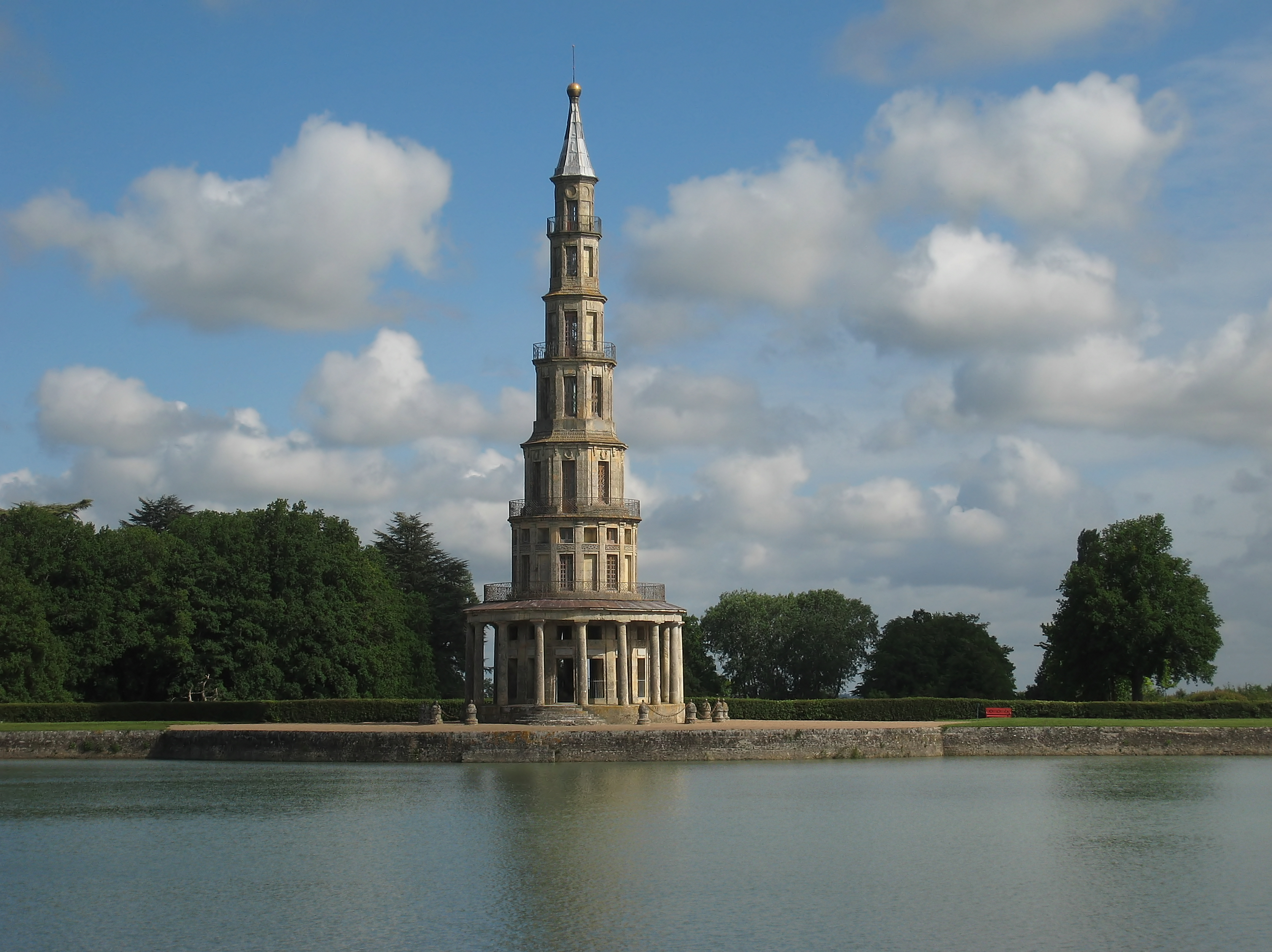
Blick über den See auf die Pagode

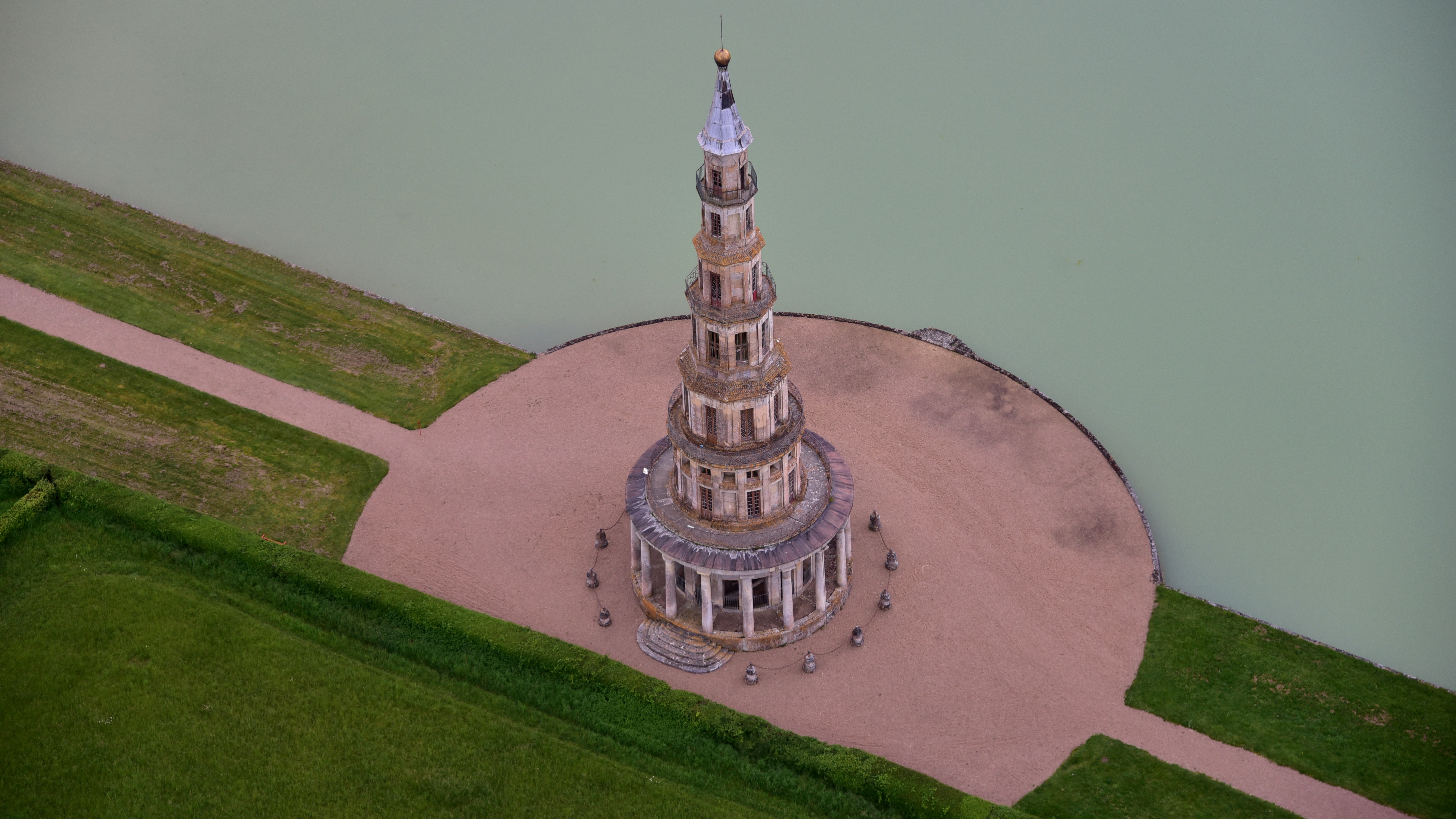
Luftaufnahme (2016)

Chanteloup in Frankreich war das Jagdschloss des Herzogs von Choiseul, der hier, etwa zwei Kilometer von Amboise entfernt, seinen Landsitz hatte.

## Das Schloss
Das Loiretal war von jeher ein vom französischen Adel bevorzugtes Gebiet zum Bau seiner Schlösser. Auch der Herzog Choiseul, der unter Ludwig XV. in Ungnade fiel, ließ sich in dieser Region in Chanteloup ein typisch französisches Schloss im Barockstil errichten, das mit seinem großen Park überregional bekannt und von den Anwohnern als Kleines Versailles bezeichnet wurde. Das Schloss wurde zwar bereits 1823 durch Brandstiftung zerstört und anschließend nicht wieder aufgebaut. Dennoch ist die Anlage bis heute ein beliebtes Ausflugsziel.

### Die Pagode
Den Mittelpunkt des Parks, ehemals in direkter Sichtachse zum Schloss, bildet auch heute noch die 1775 errichtete Pagode, die nach dem Vorbild der Pagode im englischen Kew Gardens errichtet wurde. Der sieben Stockwerke tragende und 44 Meter hohe Turm, der einst bei Jagden als Aussichtsplattform diente, ist an einem halbkreisförmigen See errichtet und wurde 1778 eingeweiht. Es ist das bekannteste Bauwerk der Chinoiserie genannten Mode in Frankreich und stellt eine originelle Mischung aus französischem Spätbarock und der Vorstellung exotischer Architektur dar.

### Bekannte Bewohner
Der Chemiker Jean-Antoine Chaptal suchte hier während der Kontinentalsperre nach Ersatzstoffen für Importwaren.